# Григорьева, Зинаида Алексеевна
Зинаида Алексеевна Григорьева (в девичестве Яковлева; 24 мая 1923 — 23 августа 1996) — передовик советского сельского хозяйства, звеньевая семеноводческого колхоза «Строитель» Славковского района Псковской области, Герой Социалистического Труда (1949).

## Биография
Родилась в 1923 году в селе Гверстно, Порховского района Псковской области в русской крестьянской семье.
Работать начала рано. Сначала трудилась в хозяйстве отца, а затем трудоустроилась в местный колхоз. В Великую Отечественную войну находилась на оккупированной территории. в 1944 году, после освобождения Псковской области, стала вновь работать в колхозе поднимать сельское хозяйство. Возглавила молодёжное звено по выращиванию льна в семеноводческом колхозе "Строитель". 
В 1948 году её звено получило высокий урожай. На площади 9,33 гектара, было получено семян 7,83 центнера с гектара, а волокон 4,6 центнера с гектара. 
Указом Президиума Верховного Совета СССР от 12 июля 1949 года за получение высоких показателей в сельском хозяйстве и рекордные урожаи льна Зинаиде Алексеевне Яковлевой (в замужестве - Григорьевой) было присвоено звание Героя Социалистического Труда с вручением ордена Ленина и медали «Серп и Молот».   
В 1951 году вышла замуж и переехала в город Ленинград. Работала на разных предприятиях до 1991 года.  
Умерла 23 августа 1996 года. Похоронена на Южном кладбище города Санкт-Петербург. 

## Награды
За трудовые успехи была удостоена:
- золотая звезда «Серп и Молот» (12.07.1949)
- орден Ленина (12.07.1949)
- другие медали.